# Ácido 4-mercaptofenilacético
Ácido 4-mercaptofenilacéticoé o composto orgânico de fórmula linear HSC6H4CH2CO2H e massa molecular 168,21. Apresenta ponto de fusão 105-109 °C. É classificado com o número CAS 39161-84-7, número MDL MFCD00797617 e PubChem Substance ID 24883931.